# Theodor Kirchner
Theodor Kirchner (Neukirchen (Nordfriesland), Slesvig-Holstein, 10 de desembre de 1823 – Hamburg, 18 de setembre de 1903) fou un compositor alemany.
Després d'estudiar amb diversos mestres particulars i en el Conservatori de Leipzig, successivament fou organista de Winterthur (1843-62), director de societats musicals de Zúric (1862-72), director de l'Escola Reial de Música de Würzburg i professor del Conservatori de Dresden on entre d'altres alumnes tingué a George Washington Pittrich.
Kirchner ocupa un lloc preeminent en la música per les seves creacions per a piano en el genere miniatura, que desenvolupà d'una manera genial i completament nova, distingint-se també pels seus lieder, molt coneguts a Alemanya. De les primeres en deixà unes 70 col·leccions i dels últims 10. També va compondre música de cambra.
El pianista i també compositor alemany Vetter va escriure una excel·lent edició vers Kirchner.